# Śmierć Artura
Śmierć Artura (Le Morte d’Arthur) – romans napisany przez sir Thomasa Malory’ego, będący kompilacją średniowiecznej literatury arturiańskiej, wydany w 1485. Częściowo zawiera oryginalne wątki, ale większość materiału jest przeróbką poprzednich dzieł arturiańskich. Le Morte... jest prawdopodobnie najbardziej znaną wersją historii Króla Artura; na nim opierali się choćby T.H. White czy Alfred Tennyson.
Dzieło pierwotnie zatytułowane zostało przez autora The hoole book of kyng Arthur & of his noble knyghtes of the round table (Księga o Królu Arturze i jego szlachetnych rycerzach Okrągłego Stołu), obecny tytuł był jedynie tytułem ostatniej księgi, i przez pomyłkę drukarza, Williama Caxtona, został nadany całości. Caxton również podzielił ją na 21 ksiąg i 507 rozdziałów, Malory podzielił swe dzieło na osiem części:
- From the Marriage of King Uther unto King Arthur that Reigned After Him and Did Many Battles (Od małżeństwa Utera do Rządów Artura i jego wielu bitew),
- The Noble Tale Between King Arthur and Lucius the Emperor of Rome (Opowieść o walce Artura z Lucjuszem, cesarzem Rzymu),
- The Noble Tale of Sir Launcelot Du Lac (Historia Lancelota z Jeziora),
- The Tale of Sir Gareth of Orkney (Opowieść o Garecie z Orkadów),
- The First and the Second Book of Sir Tristrams de Lione (1. i 2. księga Tristana z Lyonesse),
- The Noble Tale of the Sangreal (Opowieść o Świętym Graalu),
- Sir Launcelot and Queen Gwenyvere (Sir Lancelot i królowa Ginewra),
- The Death of Arthur (Śmierć Artura).

Malory w swojej pracy inspirował się zarówno źródłami francuskimi (tzw. Cyklem Wulgaty), jak i angielskimi (m.in. poematem Morte Arthure).